# Ewald Schnecker
Ewald Schnecker (* 21. Juni 1965) ist ein österreichischer Politiker (SPÖ) und Polizeibeamter. Er war von 2010 bis Februar 2025 Abgeordneter zum Burgenländischen Landtag. 

## Leben
Schnecker besuchte nach der Volks- und Hauptschule die Handelsschule und ist beruflich als Polizeibeamter tätig. Er ist zudem Mitglied des Dienststellenausschusses beim Bezirkspolizeikommando Jennersdorf. Im politischen Bereich wirkt Schnecker als Bezirksvorsitzender der SPÖ-Jennersdorf und ist zudem Bezirksbildungsvorsitzender. Zudem ist Schnecker als Ortsparteivorsitzender der SPÖ Rudersdorf-Dobersdorf aktiv. Schnecker kandidierte bei der Landtagswahl im Burgenland 2010 auf Platz 1 des SPÖ-Kreisvorschlags für den Landtagswahlkreis Jennersdorf und wurde am 24. Juni 2010 als Abgeordneter zum Landtag angelobt. 
Am Landesparteitag im Mai 2022 wurde er zu einem der sieben Stellvertreter des Landesparteivorsitzenden Hans Peter Doskozil gewählt. Nach der Landtagswahl 2025 schied er aus dem Landtag aus.
Schnecker lebt in einer Partnerschaft und wohnt in Rudersdorf. Er ist Vater eines Sohnes und einer Tochter.